# Episodi di Watson (prima stagione)
La prima stagione della serie televisiva Watson è composta da 13 episodi.  è stata trasmessa in prima visione assoluta negli Stati Uniti da CBS dal 26 gennaio al 11 maggio 2025.
In Italia la stagione è andata in onda in prima visione su Canale 5 dal 19 agosto 2025.
| nº | Titolo originale                  | Titolo italiano              | Prima TV USA     | Prima TV Italia |
| -- | --------------------------------- | ---------------------------- | ---------------- | --------------- |
| 1  | Pilot                             | Un nuovo inizio              | 26 gennaio 2025  | 19 agosto 2025  |
| 2  | Redcoat                           | Giubbe rosse                 | 16 febbraio 2025 | 19 agosto 2025  |
| 3  | Wait for the Punchline            | Aspettando la battuta finale | 23 febbraio 2025 | 19 agosto 2025  |
| 4  | Patient Question Mark             |                              | 2 marzo 2025     |                 |
| 5  | The Man with the Glowing Chest    |                              | 9 marzo 2025     |                 |
| 6  | The Camgirl Inquiry               |                              | 16 marzo 2025    |                 |
| 7  | Teeth Marks                       |                              | 23 marzo 2025    |                 |
| 8  | A Variant of Unknown Significance |                              | 30 marzo 2025    |                 |
| 9  | Take a Family History             |                              | 13 aprile 2025   |                 |
| 10 | The Man with the Alien Hand       |                              | 20 aprile 2025   |                 |
| 11 | The Dark Day Deduction            |                              | 27 aprile 2025   |                 |
| 12 | My Life's Work Part 1             |                              | 4 maggio 2025    |                 |
| 13 | My Life's Work Part 2             |                              | 11 maggio 2025   |                 |